# (15754) 1992 EP
1992 إي بي (ويعرف أيضًا باسم (15754) 1992 إي بي وفق تسمية الكوكب الصغير) (بالإنجليزية: 1992 EP)‏ هو كويكب ضمن حزام الكويكبات؛ وترتيبه 15754 من حيث الاكتشاف.
اكتُشف هذا الجُرم الفلكي بواسطة هيروشي كانيدا في 7 مارس 1992.

## وصلات خارجية
- (15754) 1992 EP في قاعدة بيانات مختبر الدفع النفاث لأجرام النظام الشمسي الصغيرة

- الاكتشاف · مخطط المدار ·  العناصر المدارية · المعلمات المادية

- (15754) 1992 EP على موقع ويكي سكاي: DSS2, SDSS, GALEX, IRAS, Hydrogen α, X-Ray, Astrophoto, Sky Map, Articles and images